# THE 交渉人
『THE 交渉人』（ザ・こうしょうにん）は、ディースリー・パブリッシャーから発売されているニンテンドーDS用アドベンチャーゲーム。SIMPLE DSシリーズの1つである。発売日は2007年10月25日。

## 概要
人質の立てこもりや銀行強盗・誘拐などの犯人などと交渉をして誰の血も流さないで事件を解決するゲームである。全部で7話+α（全8話）が収録されている。1話あたり1-2時間で解決できる。なお、交渉の仕方によってバッドエンディングやグッドエンディングなど様々な終わり方がある。

## 主な登場人物
根越 渉（ねごし わたる）（声：石田彰）
1984年12月12日生まれ。血液型はO型。北町右京署 特殊捜査課 交渉班に勤務している。新人の交渉人だが、NY市警などで研修をしていて成績は優秀だった。祖父、父も警察官で渉は3代目である。記憶力は並じゃないほど良い。花下とはよくケンカをする。そのためによく徳尾に怒られる。花下と話す時はよく敬語を使わず話す。一人称は「俺」。
花下 リナ（はなした りな）（声：茅原実里）
1987年2月14日生まれ。血液型はAB型。北町右京署 特殊捜査課 交渉班に勤務している。プロファイリング担当なので基本的に交渉はしない（例外で第6話で爆弾魔と交渉している）。大事業家の一人娘でチャキチャキの江戸っ子ではあるが、親のジイヤが関西人だったため微妙な関西弁をしゃべる。根越とはよくケンカをする。一人称は「アタシ」。
徳尾 悠（とくお ゆう）（声：杉田智和）
1976年7月11日生まれ。血液型はA型。北町右京署 特殊捜査課 交渉班のチーフである。凄腕のベテランネゴシエイターで根越によく指示などを出す。根越を鍛えるために時々雷を落とす厳しい人である（雷の通称は北町署名物ユーサンダー）。そのために仲間からのニックネームは雷神となっている。一人称は「俺」。
本多目 雅（ほんだめ まさ）（声：小杉十郎太）
1950年3月3日生まれ。血液型はB型。北町右京署 捜査一課の課長である。大ベテランの刑事で愛称「おやっさん」で知られている。交渉術に理解のなかった初めの方は根越達とよく対立をしていたが、理解をするようになってきたらおかしなどを交渉班に持ってきて一緒に根越達と食べたりしている。根越の祖父からは「ダメマサ」と呼ばれ、下で働いていたことがあった。
いつもの警官（いつものけいかん）
第1話から最終話まで出てくる警官である。根越達をサポートしてくれる便利な警官である。時代を超越する能力があると言われている。また、ゲーム中では「逸物」と呼ばれていることがある。そのために、根越が「苗字が逸物で名が警官？」と思ったことがある。ゲーム中での一人称は「自分」。
双葉 理保（ふたば りほ）（声：後藤邑子）
アイドルとして活躍中の有名人。誘拐されてしまう。

## あらすじ
第1話 ザ・ネゴシエイター
交渉人根越の初の仕事に前日の夜、根越が酔って犬とケンカをして留置所に入れられ、根越は遅刻をしてしまう。しかし、交渉班のみんなが待ってくれたおかげで根越は無事交渉ができる。相手は銃と包丁を持った人質の立てこもり犯だった。根越は初仕事にもかかわらずNY市警などの経験を活かし、冷静に犯人と交渉する。
第2話 Kのブルース
北町右京署にある1件の連絡が入った。銀行強盗犯が人質をとって立てこもっているという連絡だった。交渉班の出番で根越はまた犯人と交渉する。銀行強盗犯は男2人で人質をとって店内に立てこもっていた。交渉人根越は犯人との交渉を進める。
第3話 電脳の花嫁
北町右京署に誘拐事件と思われる連絡が入った。誘拐事件と認められてまた交渉班の出番が来た。誘拐されたのは双葉理保。現在アイドルとしての活躍中の有名人である。根越はまた冷静に犯人と交渉をする。
第4話 ラストレディースナイト
北町右京署にホストクラブに人質をとって立てこもっているという連絡が入った。犯人は女3人。根越は交渉をしようとするが、犯人は交渉を拒否する。しかし、根越と犯人の間に入ったカズマという男が犯人との中継に入った。そして、根越は交渉を進めていく。
第5話 星空の榮太郎じいちゃん
外は雨。今日も普通の北町右京署のはずだったが根越、本多目の2人は元気がなかった。そして、その理由を根越は話す。
第6話 リナ危機一髪！
花下が珍しく根越より遅く出勤してきた。花下は二日酔いで寝ることにした。しかし、それから数時間後花下に1件のメールが届いた。そこから事件は始まった。相手は爆弾魔。そして、交渉人として花下を要求した。しかし、事件が進むうちに花下はついに人質となってしまった。交渉人根越は花下に指示などを出し事件を解決させようとする。
第7話 THE交渉人
北町右京署に数人の犯人と数人の人質をとって立てこもっているという連絡が入った。交渉班の出番で現場に行くがチーフの徳尾の姿が見えなかった。仕方なく自分達で交渉を進めるが犯人はチーフの徳尾だった。根越はこの事を知って理由を聞く。どうやらこれはテストらしく、根越以外の人物は全員知っていた。しかし根越は徳尾を本当の犯人だと思って交渉を進めていく。
第8話 特殊捜査課ネゴシエイターZ！
根越の1日の様子がわかる話である。